# Platt for ju
Platt for ju är det första musikalbumet av den tyska popduon De Plattfööt.

## Låtlista
1. De Isenbahnboomupundaldreier
2. Möt`s di nich ärgern
3. Disco up`n Dörp
4. Ick snack platt
5. Blues bi mi to Hus
6. Uns olle Möhl
7. Fru Püttelkow ut Hagenow
8. Jochen un sien Gordn
9. De ierste Kuß
10. Mien Herzing
11. Lud`n Jahn ut Doberan
12. De Medizin
13. Häm` wi dat al` vorgät`n